# Cmentarz wojenny w Boniewie
Cmentarz wojenny w Boniewie – cmentarz z okresu I wojny światowej i II wojny światowej znajdujący się w Boniewie, gminie Fajsławice, powiat krasnostawski.

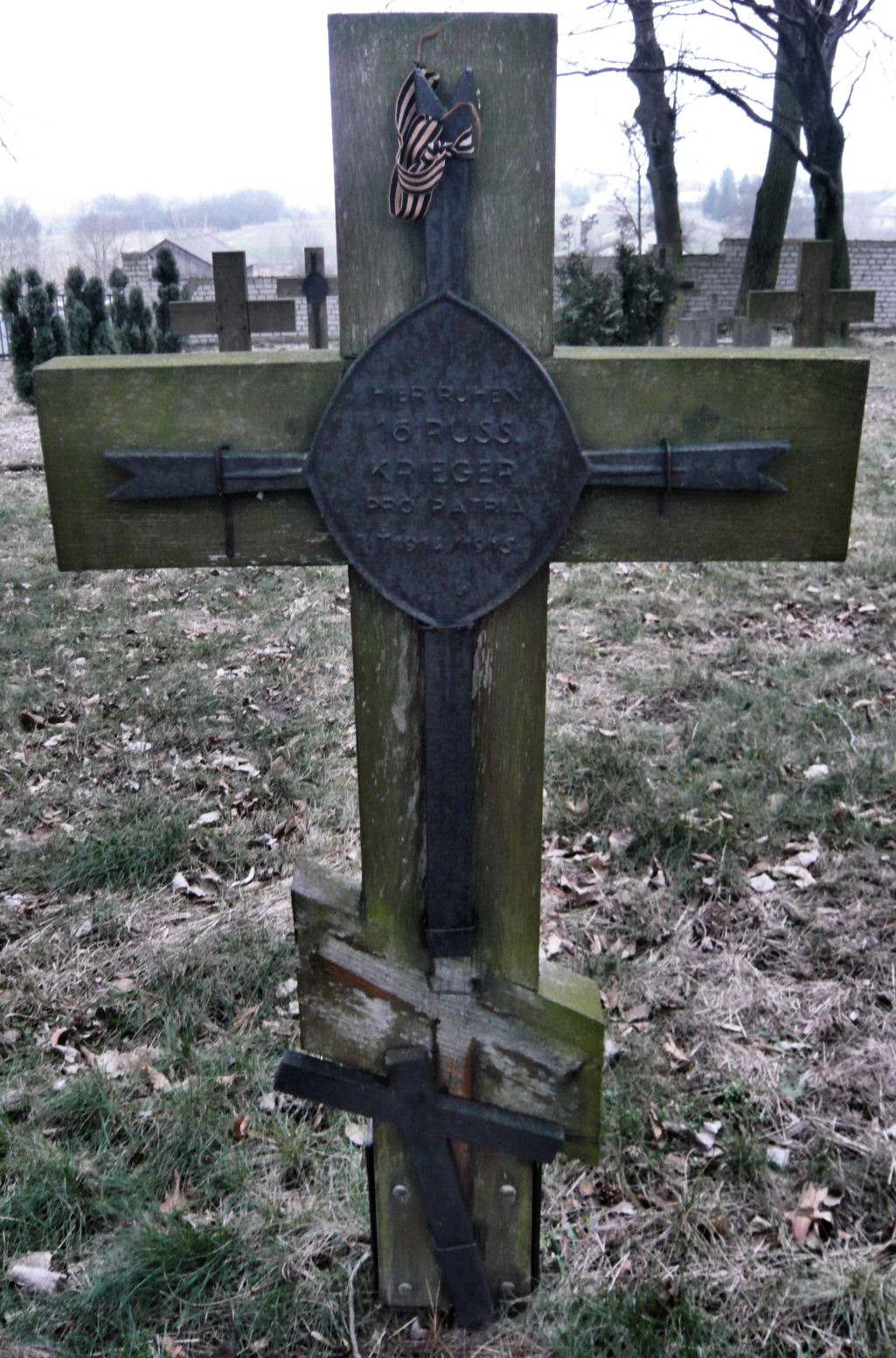
Przykładowy nagrobek z Boniewa

W okresie międzywojennym znany jako Fajsławice III. Cmentarz usytuowany przy trasie Lublin – Krasnystaw. Ma kształt prostokąta o wymiarach 82 m × 31 m i powierzchni około 2600 m². Cały teren otoczony jest murem wysokości około metra z białej cegły obłożonego czerwoną dachówką. Po prawej stronie od wejścia znajduje się kaplica z białego wapienia, zbudowana prawdopodobnie pomiędzy 1915, a 1917 rokiem. Na fasadzie kaplicy wyryty jest napis Requiescant in pace oraz motyw skrzyżowanych szpad, żelaznego krzyża oraz data 1915 (patrz grafika z prawej).
Na cmentarzu pochowanych jest łącznie 4214 żołnierzy poległych w I wojnie światowej w czasie walk w okolicach Fajsławic pomiędzy 28 sierpnia a 2 września 1914 r. oraz na przełomie lipca i sierpnia 1915 roku:
- 3375 żołnierzy niemieckich i austriackich,
- 839 żołnierzy armii carskiej.

W momencie założenia cmentarza spoczywało na nim co najmniej 344 żołnierzy, w tym co najmniej 255 austro-węgierskich, 88 rosyjskich i 1 niemiecki. Pozostałe ciała zostały przeniesione w wyniku prac ekshumacyjnych w okolicach Fajsławic.

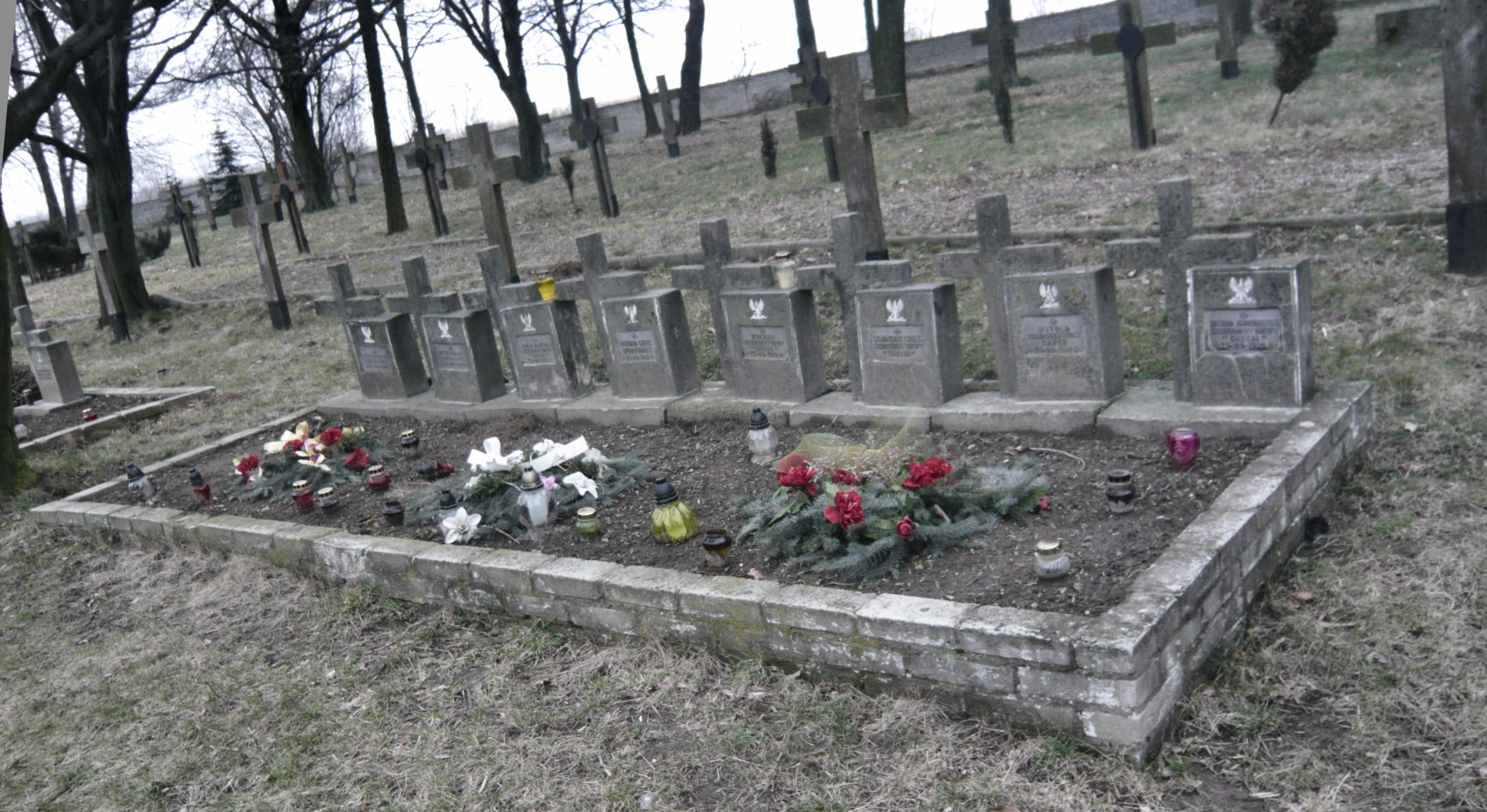
Groby polskich żołnierzy z września 1939 roku

We wrześniu 1939 roku na cmentarzu pochowano 10 polskich żołnierzy z Grupy operacyjnej „Chełm” poległych 25 września 1939 roku:
- 4 nieznanych,
- szer. Józef Długosz,
- szer. Witold Szulc,
- szer. Buczek,
- szer. Władysław Czajka,
- saper Witold Stabuszewski,
- szer. Edward.